# Empire FC
El Empire FC es un equipo de fútbol de Antigua y Barbuda que juega en la Primera División de Antigua y Barbuda, la liga de fútbol más importante del país.

## Historia
Fue fundado en el año 1952 en la ciudad de gray's Farm con el nombre Realto SC, nombre que cambiaron 10 años después por el actual.
Es el equipo de fútbol más viejo de Antigua y Barbuda y el más exitoso del país al tener 13 títulos de liga, pero nunca han podido participar en una competición internacional.

## Palmarés
- Antigua and Barbuda Premier Division: 13[4]

1969, 1970, 1971, 1972, 1973, 1974–75, 1978–79, 1987–88, 1991–92, 1997–98, 1998–99, 1999–2000, 2000–01
- Antigua and Barbuda First Division: 1

2014–15